# Nagy-Bulgária (politikai koncepció)

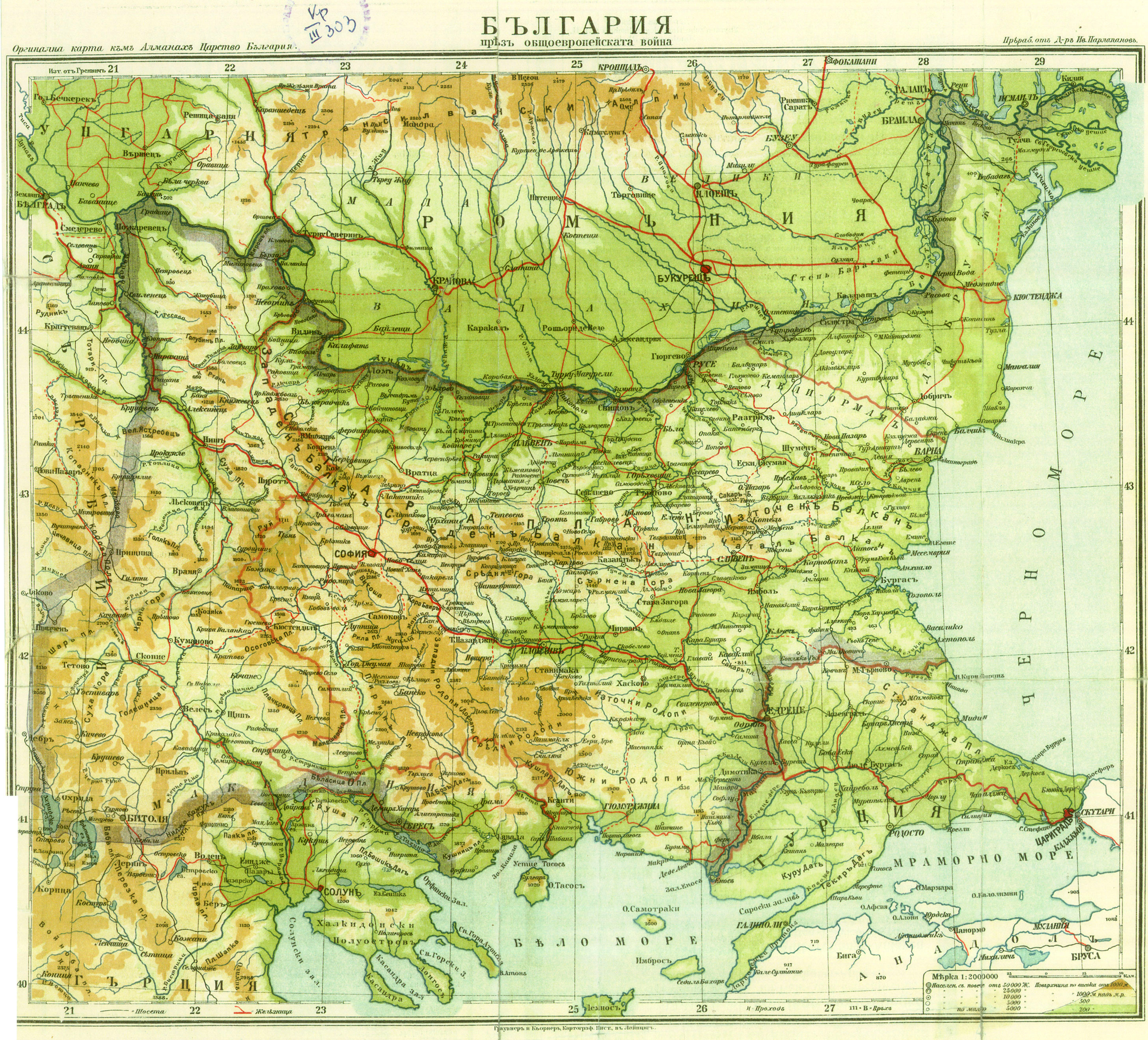
Bulgária térképe az első világháború alatt.

Nagy-Bulgária egy kifejezés, mely a történelmi államhoz és a modern bolgár irredenta, nacionalista mozgalmakhoz tartozó területeket jelenti, amely magában foglalja Makedónia, Trákia és Moesia nagy részét.

## Története
Egy nagyobb bolgár államot először a San Stefanó-i béke javasolt.
Az irredentizmus és a nacionalizmus kérdése nagyobb hangsúlyt kapott az 1878-as San Stefanó-i szerződés után. Megalapult a Bolgár Fejedelemség, a Duna és a Balkán-hegység (Sztara planina) közötti síksággal, Szófia, Pirot és Vranje régióval a Morava-völgyben, Észak-Trákiával, Kelet-Trákiával és szinte egész Makedóniával. Ez a szerződés megalapozta Nagy-Bulgária későbbi igényeinek nagy részét. A San Stefanó-i szerződést felváltotta az újonnan létrehozott Bulgária határait kialakító berlini szerződés. A San Stefanó-i szerződésben megadott területeket három részre osztották: a Bolgár Fejedelemség, Kelet-Rumélia autonóm tartomány és Makedónia. A két utóbbi rész oszmán ellenőrzés alatt maradt, pedig abban az időben mindkettő bolgár többségű népességgel rendelkezett.
A 20. század elején a Makedónia feletti uralom vitapontja volt az Oszmán Birodalom, Bulgária, Görögország és Szerbia közötti viszálynak, akik harcoltak a területért mind az 1912–1913 közötti első Balkán-háborúban, mind az 1913-as második Balkán-háborúban, továbbá az első világháborúban a makedón fronton (1915–1918). 
Közvetlenül a második világháborúba való belépés előtt Bulgária megkapta Dél-Dobrudzsát Romániától a craiovai egyezmény alapján. A második világháború alatt a szóban forgó területek egy része kis időre Bulgáriához került a náci Németország jutalmaként, mivel Németországgal együtt harcolt a tengelyhatalmak egyikeként. Továbbá területet kapott Görögországtól: Kelet-Makedóniát, Nyugat-Trákiát, valamint Jugoszláv Macedóniát (Vardar Makedonia). A szövetségesek győzelmével Dél-Dobrudzsa kivételével az összes megszerzett területet visszavették tőle az 1947-es párizsi békekonferencián.

## Térképek

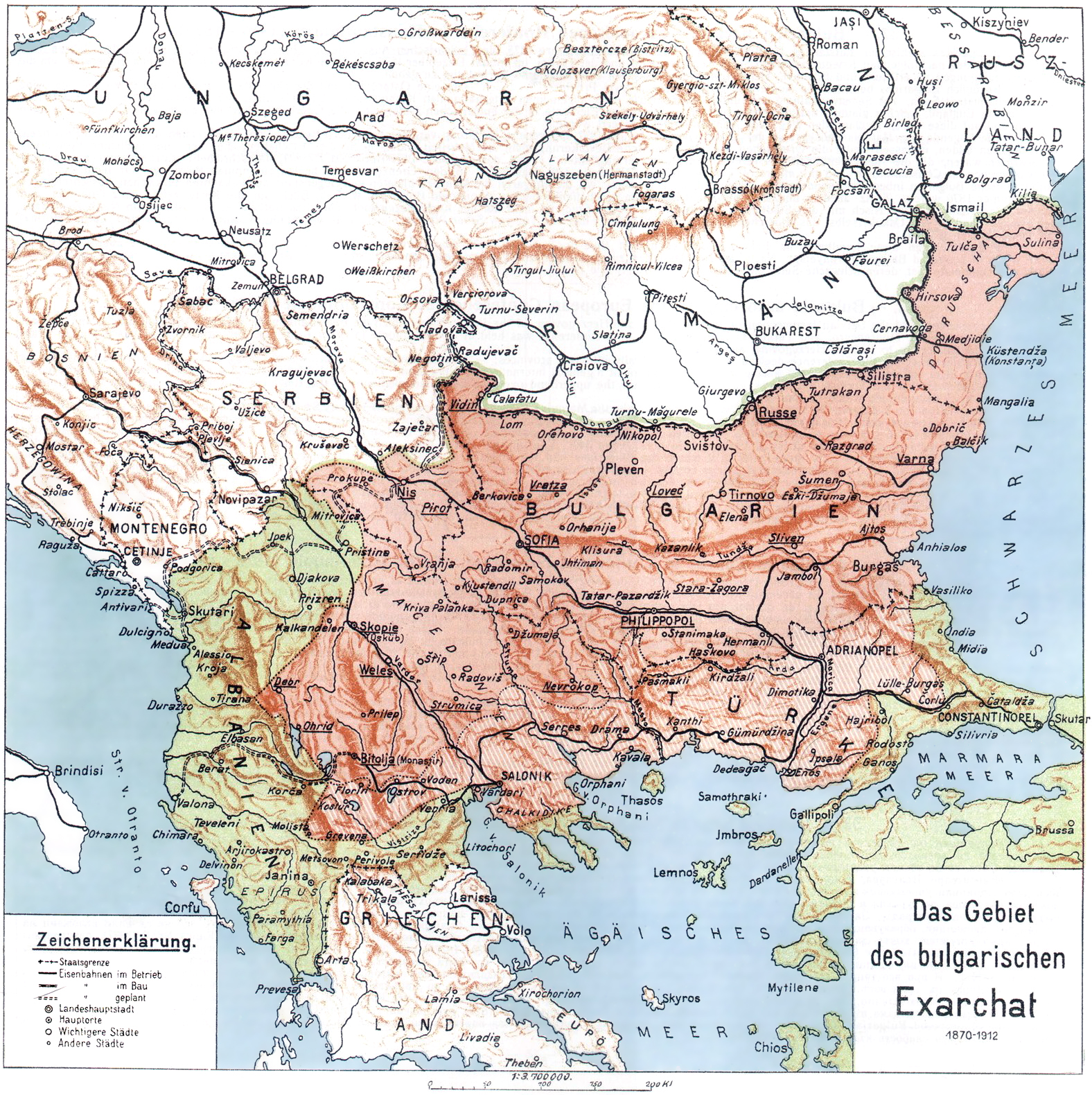
Bulgária területei (1870–1912).
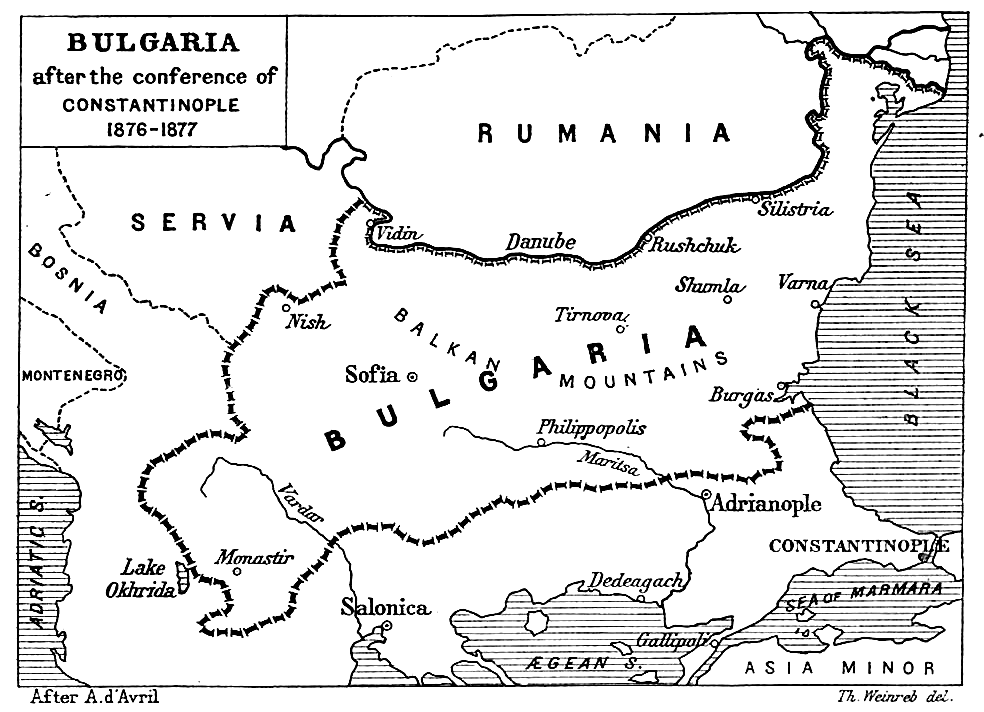
Bulgária az 1876. évi konstantinápolyi konferencia szerint.
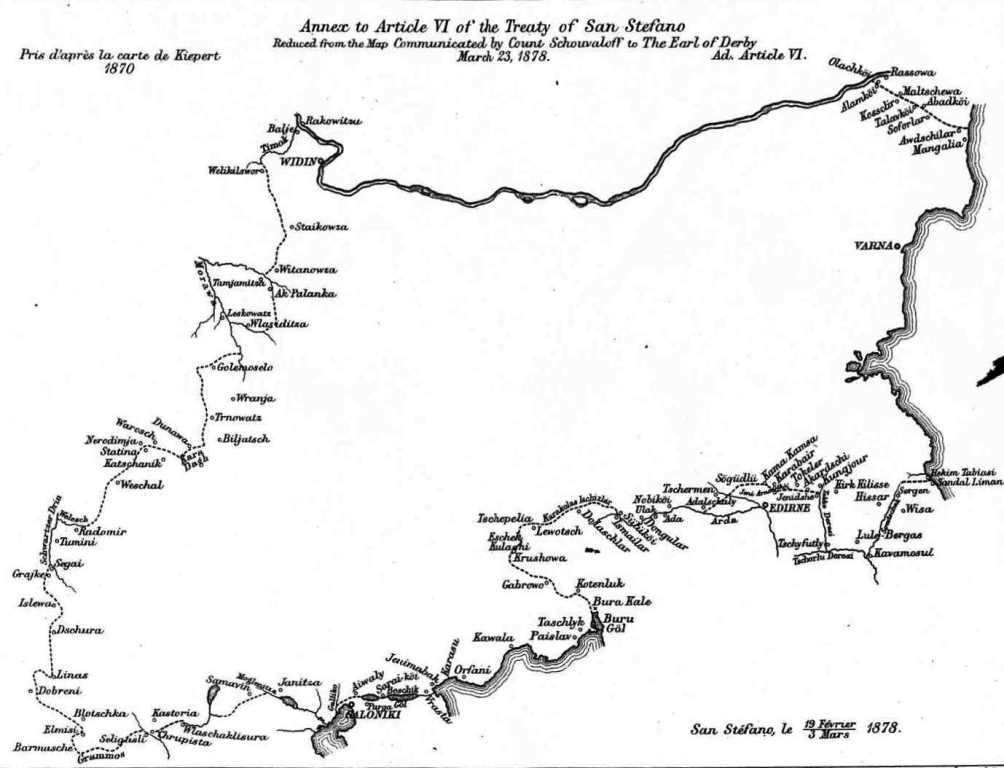
Az 1878. évi San Stefanó-i szerződés melléklete, amely kijelöli Bulgária határait.
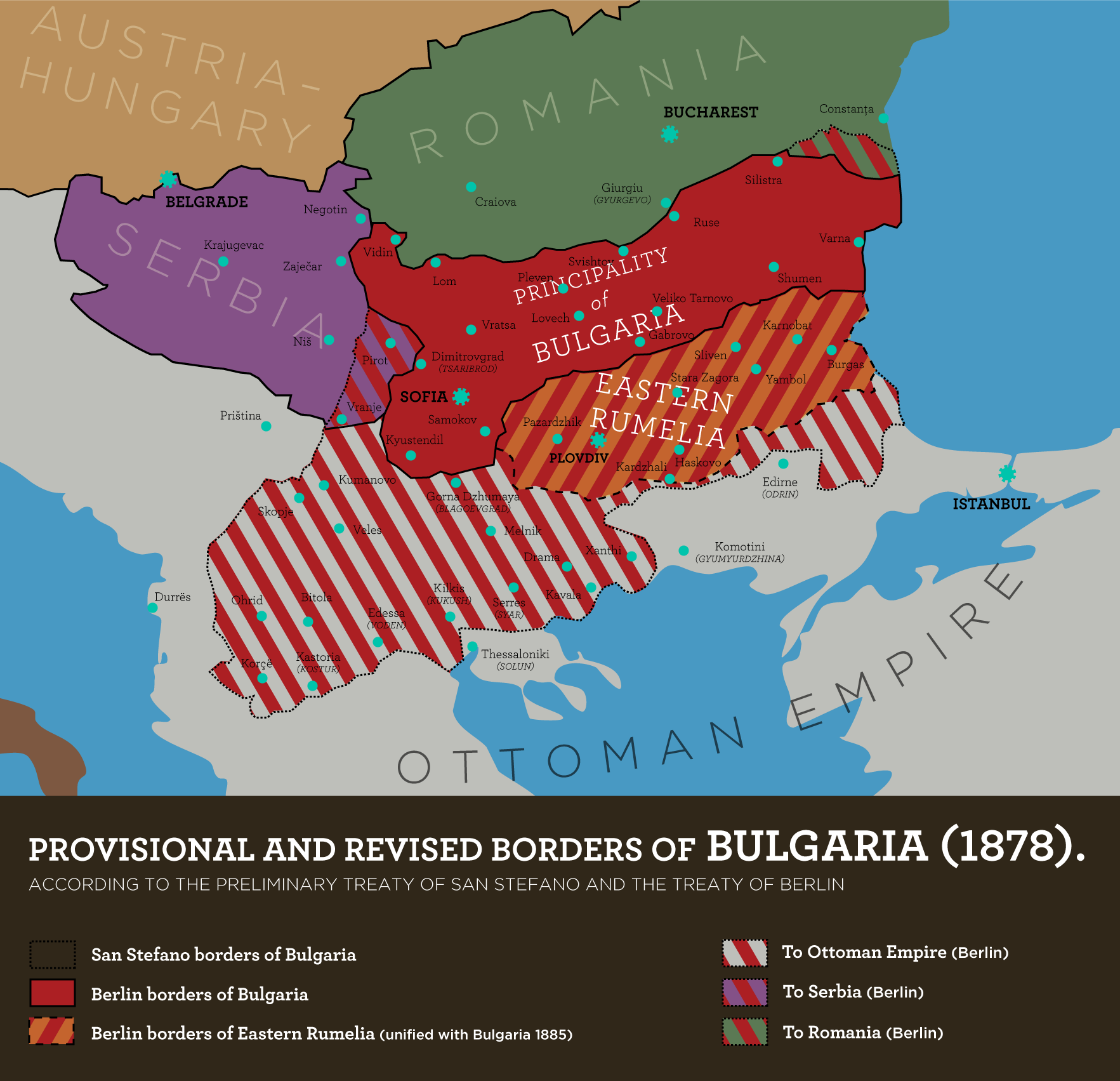
Bulgária határai a San Stefanó-i előzetes szerződés és az azt követő berlini szerződés (1878) alapján.
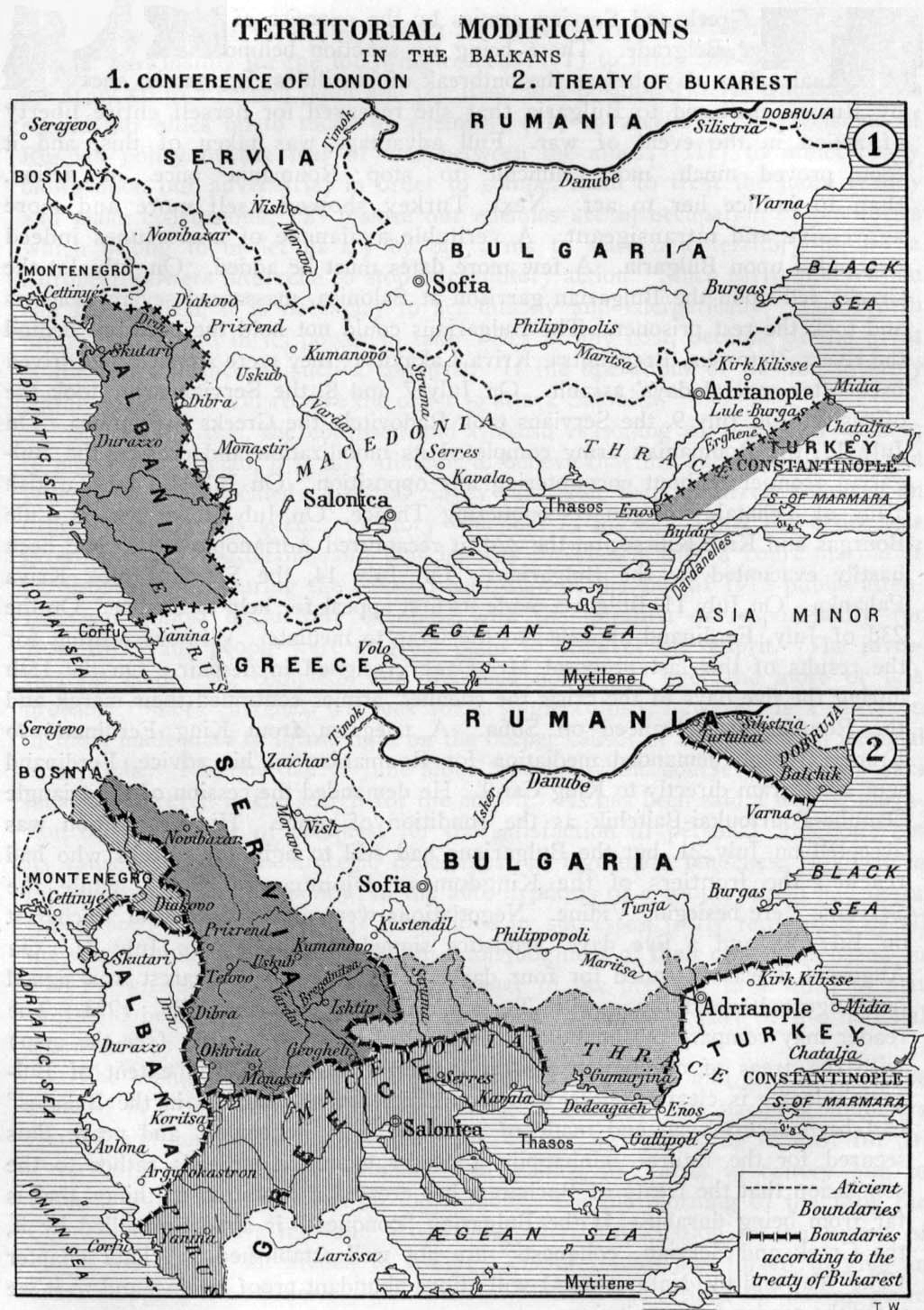
Területi változások a két balkáni háború (1912–1913) után.
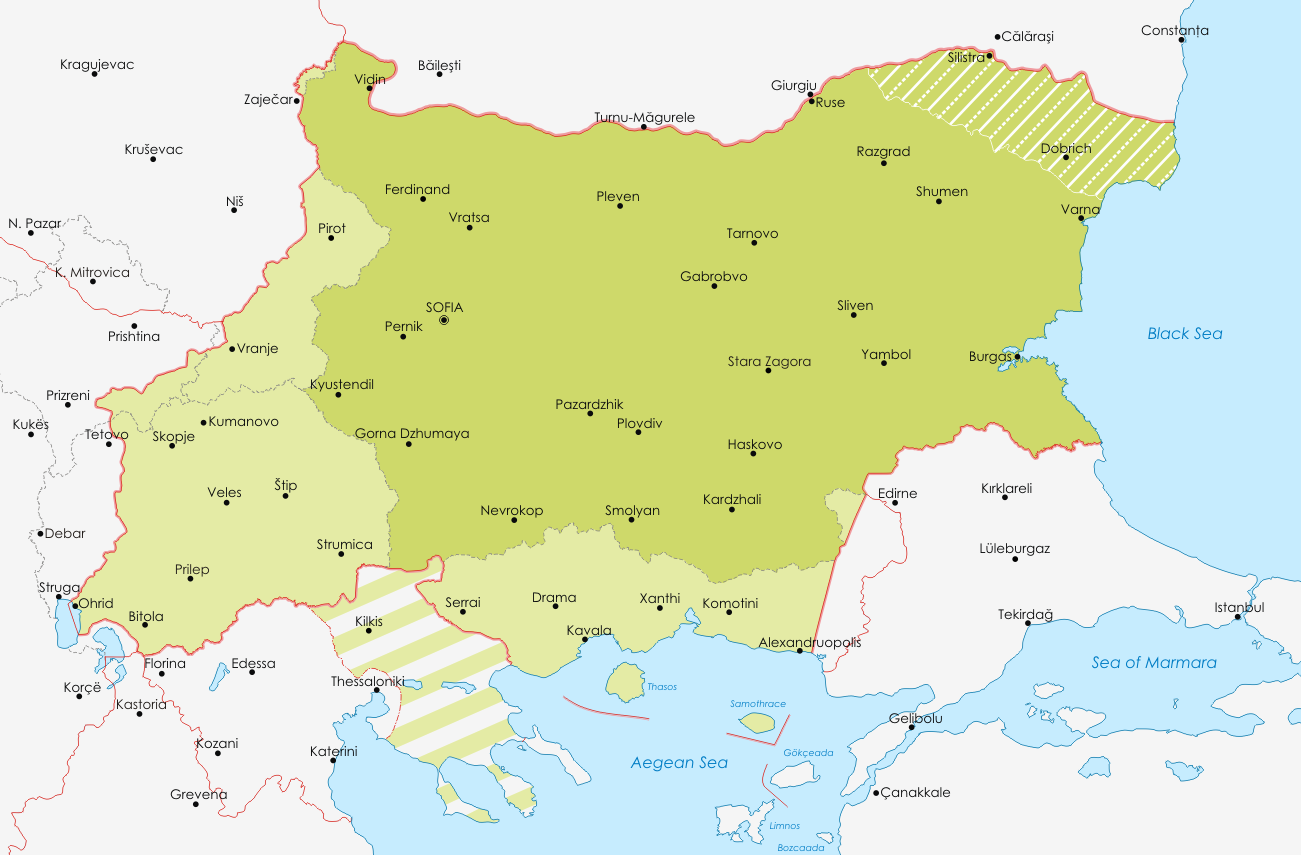
Bulgária a második világháború idején (1940–1944).

## Fordítás
Ez a szócikk részben vagy egészben  a   Greater Bulgaria című angol Wikipédia-szócikk fordításán alapul.  Az eredeti cikk szerkesztőit annak laptörténete sorolja fel. Ez a jelzés csupán a megfogalmazás eredetét és a szerzői jogokat jelzi, nem szolgál a cikkben szereplő információk forrásmegjelöléseként.